# Two Little Drummer Boys
Two Little Drummer Boys ist eine britische Stummfilmkomödie aus dem Jahr 1928. Regisseur war George Berthold Samuelson mit den Darstellern Georgie Wood, Derrick De Marney und Alma Taylor. Der Film wurde in den Southall Studios aufgenommen und produziert von der Samuelson Film Manufacturing Company.